# 広域行政一元化条例
広域行政一元化条例（こういきぎょうせいいちげんかじょうれい）は、道府県である大阪府と政令指定都市である大阪市において、大阪市が権限をもつ都市計画などの事務を大阪府に委託する広域行政の一元化を目的とした条例。大阪市の条例名は「大阪市及び大阪府における一体的な行政運営の推進に関する条例」で大阪府の条例名は「大阪府及び大阪市における一体的な行政運営の推進に関する条例」。

## 概要
2020年11月1日に大阪市民を対象に大阪都構想に関する住民投票が行われて反対多数で否決されたことを受け、11月5日には松井一郎大阪市長が「大阪都構想の代案」として府・市の広域行政の一元化に関する条例案を2021年2月の市議会に提出する考えを示した。翌6日には吉村洋文大阪府知事も記者会見を行い、「都構想は1ポイント差（の得票率）で否決された。約半数の賛成派の声を尊重することも大事だ」などと主張し、条例を用いて都構想と同様に市が受け持つ広域事務を府に一元化し、その財源も府に移す考えを示していた（現行の府市一体条例では大阪市と大阪府の協議に寄らない限り不可）。。
吉村は当初、条例の私案として、都構想で市から府へ移すとしていた約430の事務が一元化の検討対象で、関連財源約2千億円と「ワンセット」で移行するとの考えを示していたが、都構想が否決されたばかりでのこの動きに議会内で賛同は広がらず、2021年1月に示された条例案では事務委託の対象を成長戦略のほか、大規模開発や高速道路など7分野の都市計画の権限に限定した。また、公明党の要望を受け入れる形で大阪府と大阪市が対等の立場であることを明記するなどの修正を重ねた。条例は3月24日の府議会で維新と公明党などの賛成多数で可決され、自由民主党は「2度の住民投票で示された民意を無視し、地方分権の流れに逆行する」として反対し、日本共産党も反対した。府議会での可決後、吉村は「府と市が同じ方向性で都市戦略を実行していく。その第一歩を踏み出すことができた」と述べたが、条例が都構想の代案といえるかと記者に問われると、「二重行政にならないような仕組みを作る意味では代案だ」としつつ、「広域行政を1人の司令官のもとで実行するのが都構想。（条例では）自治体を再編していないし、（条例制定前の）元に戻る可能性もゼロではない。その意味では代案ではない」と述べた。
3月26日には大阪市会でも可決され、4月1日からの施行が決まった。この条例の施行後に、大阪市立の高等学校を大阪府立への移管などを実施している。（移管の協議は府市一体条例制定前よりなされており、条例制定以前より移管措置は決定されていた。）
本条例は大阪市域を跨いだ広域的なまちづくりが期待できる一方で、都市計画の権限の全てが大阪府に委託される訳ではなく、一部事務は大阪市が継続して運営するため、煩雑な手続きを嫌って民間の投資意欲が減退する可能性も指摘されている。
条例は府市幹部が用意した腹案を基に、松井・吉村が制定方針に急遽傾いたもので、住民投票時には大阪維新の会で議論されたこともなかった。条文の全容が公表されたのは2月17日で、府民・市民を対象に意見を募る「パブリックコメント」（募集期間1月25日 - 2月20日）の締め切りわずか3日前であり、委員会で議論されたのは府議会が8日、市議会では6日にとどまり、具体的な中身は4月以降、事業ごとに規約を定めるとした。タイトな日程で採決を急いだことについて、松井一郎は「広域一元化はこの10年間、ずっと議論してきた。最終的には多数で物事を動かしていくのが政治家の役割だ」と主張したが、維新側には衆院選が近づけば国政で自民党と連携する公明党の態度が見通せなくなるという事情もあった。